# Thomas Bowles
Thomas Harold „Beans“ Bowles (* 7. Mai 1926 in South Bend (Indiana); † 29. Januar 2000 in Detroit) war ein US-amerikanischer Bariton-Saxophonspieler, der in der Sessionband der Funk Brothers des Independent-Labels Motown Records mitspielte.

## Werdegang
Der hoch gewachsene (1,88 Meter) Bowles begann 1935 mit Klarinette, bereits mit 16 war er professioneller Saxophonspieler. Er studierte ab 1944 an der Wayne State University in Detroit, brach das Pharmazie-Studium jedoch zugunsten eines Aufenthalts bei der US Navy ab, wo er in einer US Navy Band spielte. Der jazzorientierte Bowles spielte bevorzugt Flöte und Baritonsaxophon und galt seitdem als erster Flötist im Rhythm & Blues. Danach wirkte er ab 1949 in der Hausband der Detroiter Flame Show Bar unter der Leitung von Maurice King mit. Billie Holiday trat hier ab 8. Juli 1949 auf und war einer der Stars, die er begleiten durfte. Die Zigarettenlizenz der Bar gehörte Gwen Gordy, der Schwester von Berry Gordy jr. Durch diese Verbindung lernte Bowles 1958 Berry Gordy jr. kennen. Bowles stellte in jener Zeit die lokale Jazzband The Swinging Dashikis zusammen.

Marv Johnson - Once Upon a Time

Bowles‘ erste Plattenaufnahmen waren ersichtlich Bill Doggetts Soft und Shindig (Baritonswaxophon-Solo), entstanden am 17. Juli 1957 in Chicago (Besetzung: Doggett/Orgel, Clifford Scott/Tenorsaxophon+Flöte, Bowles/Bariton, Billy Butler/Gitarre, Johnny Pate/Bassgitarre und Shep Shepard/Schlagzeug). Bowles und seine Band hatten Marv Johnson im Januar 1958 bei Once Upon a Time für das kleine Kudo-Label (#663; „with the Band of Harold „Beans“ Bowles“) begleitet. Danach hatte Berry Gordy den Rhythm-&-Blues-Sänger Marv Johnson als ersten Künstler seines Plattenlabels Tamla Records gewinnen können. Dessen erste Single dort war das von Sonny Woods produzierte Come to Me (Tamla #101), das im Dezember 1958 entstand und am 21. Januar 1959 auf den Markt kam. Hier spielte bereits die Kernbesetzung der Funk Brothers mit Eddie Willis/Joe Messina (Gitarre), Bowles (Saxophon/Flöte), James Jamerson (Bass), Joe Hunter (Piano) und Benny Benjamin (Schlagzeug). Bowles intonierte ein lebhaftes Flötensolo, das dem Song einen ungewöhnlichen Sound verlieh.
Das geringe und schwankende Gehalt als freier Musiker zwang Bowles, sich von Tamla Motown anstellen zu lassen; er folgte damit der Empfehlung von Gordys Schwester Esther Edwards. Er war zunächst Mitglied der Swinging Tigers (Snake Walk Pt I/II, Tamla #54024; Juni 1959), die erste Instrumentalaufnahme bei Motown und zugleich die erste Komposition für Smokey Robinson (Begleitung: Jamerson, Benjamin, Bowles). Danach begleitete er die Miracles bei den Titeln The Feeling is so Fine / Bad Girl (Saxophon; September 1959). Bowles‘ eigene Band Swinging Dashikis wurde indessen ab 1960 mit den Motown-Künstlern auf Tourneen eingesetzt und war nicht als Studioband vorgesehen. 1960 fungierte Bowles als Produzent für Motowns damals wertvollstem Künstler Marv Johnson, für den er auch als Road-Manager, Fahrer und Begleiter zur Verfügung stand. Zusammen mit Saxophonist Ron Wakefield war Bowles schließlich Mitglied bei den Twistin' Kings, die für den jungen Motown-Konzern die Twist-Welle erschlossen (White House Twist / Christmas Twist, 27. November 1961; Congo Twist Parts 1 & 2, 18. Dezember 1961). Außerhalb von Motown tauchte Bowles im Mai 1963 beim Baritonsaxophon-Solo im Instrumentalteil des Chiffons-Hits One Fine Day auf.

## Mitwirkung bei Motown-Hits
Zu jener Zeit war er bereits integraler Bestandteil der Motown-Sessionband Funk Brothers, denn seit 1960 gehörte er zu deren Besetzung. Er ist insbesondere zu hören auf den Hits I Want A Guy (Supremes; Flöte; aufgenommen im Dezember 1960), Do You Love me (The Contours; Tenorsaxophon; 29. Juni 1962), Stubborn Kind of Fellow (Marvin Gaye; Piccoloflöte; 23. Juli 1962), You Really Got a Hold on Me (Miracles; 9. November 1962), Heat Wave (Vandellas; Juni 1963), One More Heartache (Marvin Gaye; Januar 1966) oder What’s Going On (Marvin Gaye; Februar 1971). Er komponierte Stevie Wonders Fingertips Part I (21. Mai 1963), erhielt für seinen musikalischen Anteil am Song jedoch nie Tantiemen. In seinem von Sohn Dennis Bowles verfassten Buch bezeichnet sich Bowles als Hauptkomponist des Songs, insbesondere wegen des Mundharmonika-Solos, das er mit Stevie Wonder einübte. Die Album-Version präsentiert eine reine Bowles-Flöten-Instrumentation, Wonder spielt lediglich Bongos. Am 3. Oktober 1966 begleitete Bowles die Temptations, deren Manager er ab 1963 zeitweise war, auf deren erstem Live-Album Temptations Live!.

## Weitere Funktionen
Neben seiner Tätigkeit als Session-Musiker organisierte Bowles als Road-Manager ab Januar 1961 das „Motortown Special“ (im April 1963 umbenannt in „Motortown Revue“), eine Tournee der Motown-Künstler mit Bussen quer durch die USA. Er überwachte die Termine, sorgte für Hotelübernachtungen und beriet die noch jungen Künstler musikalisch. Zudem arrangierte er Kurse, bei denen den Künstlern das richtige Verhalten in der Öffentlichkeit beigebracht wurde.
Bowles war von Beginn an bei Motown und gehörte damit zu den am längsten verbliebenen Instrumentalisten des Plattenlabels. Er war neben Benny Benjamin das älteste Mitglied der Funk Brothers. Als im Juni 1972 der Motown-Konzern von Detroit nach Los Angeles umzog, brachen die Funk Brothers auseinander. 1990 wurde bei ihm Prostatakrebs diagnostiziert, woran er im Jahr 2000 starb.